# Waginoza cytolityczna
Waginoza cytolityczna – rzadko występująca choroba pochwy. Gwałtowne namnażanie się bakterii z rodzaju Lactobacillus powoduje zaburzenie równowagi mikrobiologicznej co może doprowadzić do zmian w pH, ale bez powstawania stanów zapalnych w obrębie błony śluzowej pochwy i szyjki macicy. Bywa błędnie diagnozowana i leczona jako kandydoza pochwy.

## Objawy kliniczne
Objawy przypominają przebieg kandydozy pochwy: pieczenie, świąd, ból w czasie współżycia, białe, serowate upławy – pojawiają się cyklicznie w fazie lutealnej cyklu miesiączkowego. W trakcie miesiączki następuje alkalizacja środowiska pochwy, co skutkuje tymczasowym ustąpieniem objawów – aż do następnej fazy lutealnej.

## Rozpoznanie
Prawidłowa diagnostyka waginozy cytolitycznej opiera się na trzech elementach:
1. pomiar pH wydzieliny z pochwy (mieści się w przedziale 3,6-4,5)
2. przeprowadzenie hodowli – daje wynik ujemny dla Candida spp., natomiast widać obfity wzrost Lactobacillus spp.
3. wykonanie preparatu przeżyciowego w kropli soli fizjologicznej; w preparacie widać:
  - liczne pałeczki Lactobacillus spp.
  - pojedyncze leukocyty
  - cytolizę komórek nabłonkowych (tzn. słabo zaznaczone granice komórek, scytolizowane fragmenty komórek i ich jąder)
  - komórki nabłonka opłaszczone przez pałeczki Lactobacillus (wyglądem mogą przypominać komórki jeżowe charakterystyczne dla bakteryjnej waginozy)
  - brak Trichomonas vaginalis, Candida spp., Gardnerella vaginalis